# Miguel Ángel Jiménez
Pour les articles homonymes, voir Jiménez.
Ne doit pas être confondu avec Miguel Ángel Jiménez (acteur).
Miguel Ángel Jiménez, né le 5 janvier 1964, est un golfeur espagnol. Jouant sur le circuit européen depuis 1988, il y a remporté 20 tournois entre 1992 et 2013. Sa victoire en novembre 2012 à l'Open de Hong Kong en a fait le plus vieux vainqueur de l'histoire du circuit européen, record qu'il améliore l'année suivante lors du même tournoi, puis en mai 2014 lors de l'Open d'Espagne, à 50 ans et 17 jours. Il a gagné deux fois la Ryder Cup avec l'Europe en quatre participations.

## Biographie
Sa première saison faste se déroule en 1994 avec une cinquième place à l'ordre du mérite européen. Puis après quelques années creuses, il retrouve le haut du niveau européen avec deux années successives terminées à la quatrième place du mérite européen en 1998 et 1999. Cela lui offre sa première sélection pour la Ryder Cup. Après une nouvelle période de saisons modestes, il retrouve le sommet européen en 2004 pour une nouvelle quatrième place du mérite européen, avec au passage quatre titres remportés ce qui constitue le plus gros total de la saison sur le circuit européen. Cela se traduit également par une nouvelle sélection pour la Ryder Cup, cette fois victorieuse. Il figure dans le top 10 du classement européen en 2008 et 2010, année au cours de laquelle, à l'âge de 46 ans, il remporte trois tournois et de nouveau la Ryder Cup. Lors de l'édition de 2012, il est choisi par son compatriote et capitaine européen José María Olazábal en tant que l'un des quatre vice-capitaines. L'Europe remporte finalement cette édition sur le score de 14½ à 13½, après avoir compté quatre points de retard avant le début des simples de la dernière journée.
2014, à 50 ans, il se marie pour la troisième fois et le 18 mai il remporte l'Open d'Espagne au 1er tour du play-off face à l'australien Richard Green et le belge Thomas Pieters (22ans).

## Palmarès

### Circuit Européen
- mai 1992 : Piaget Belgian Open
- mars 1994 : Heineken Dutch Open
- 1998 : Turespana Masters Open Baleares, Trophée Lancôme
- 1999 : Turespana Masters - Open Andalucia, Volvo Masters
- 2003 : Turespana Mallorca Classic
- 2004 : Johnnie Walker Classic, Algarve Open de Portugal, BMW Asian Open, BMW International Open
- 2005 : Omega Hong Kong Open, Celtic Manor Wales Open
- 2008 : UBS Hong Kong Open[2], BMW PGA Championship
- 2010 : Open de France
- 2010 : Omega Dubai Desert Classic, Open de France, Omega European Masters
- 2012 : UBS Hong Kong Open
- 2013 : Open de Hong Kong
- 2014 : Open d'Espagne

### Champions Tour
- 2014 : Greater Gwinnett Championship

### Autres victoires
- 1988 : Open de L'informatique (France)
- 1989 : Benson & Hedges Trophy (avec Xonia Wunach-Ruiz)
- 1999 : Oki Telepizza-Olivia Nova

#### Compétitions par équipes
- Alfred Dunhill Cup (avec l'Espagne) : 1990, 1992, 1993, 1994, 1995, 1996, 1997, 1998, 1999 (vainqueur), 2000 (vainqueur)
- World Cup (avec l'Espagne) : 1990, 1992-1994, 2000-2001, 2003-2008, 2011, 2013
- Ryder Cup (avec l'Europe) : 1999, 2004 (vainqueur), 2008, 2010 (vainqueur)
- Seve Trophy (avec l'Europe continentale) : 2000 (vainqueur), 2002, 2003, 2005, 2007, 2009, 2011, 2013 (vainqueur)
- Royal Trophy (avec l'Europe) : 2012